# فيليب إم. مورس
فيليب إم. مورس (بالإنجليزية: Philip M. Morse) هو فيزيائي أمريكي، ولد في 6 أغسطس 1903 في شريفبورت في الولايات المتحدة،
. وقد اقترح في عام 1929  دالة جهد مورس  للجزيئات ثنائية الذرة والتي كانت تستخدم غالبا لتفسير الأطياف الاهتزازية ، على الرغم من أن الجهد المعياري المستخدم الآن هو دالة جهد مورس / بعيد المدى الأكثر حداثة.
```
وتوفي في 
5 سبتمبر
 
1985
 في 
كونكورد
 في 
الولايات المتحدة
.
[
2
]
[
3
]
[
4
]
```